# Podgora (Kumrovec)
Podgora is een plaats in de gemeente Kumrovec in de Kroatische provincie Krapina-Zagorje. De plaats telt 42 inwoners (2001).